# Gazon

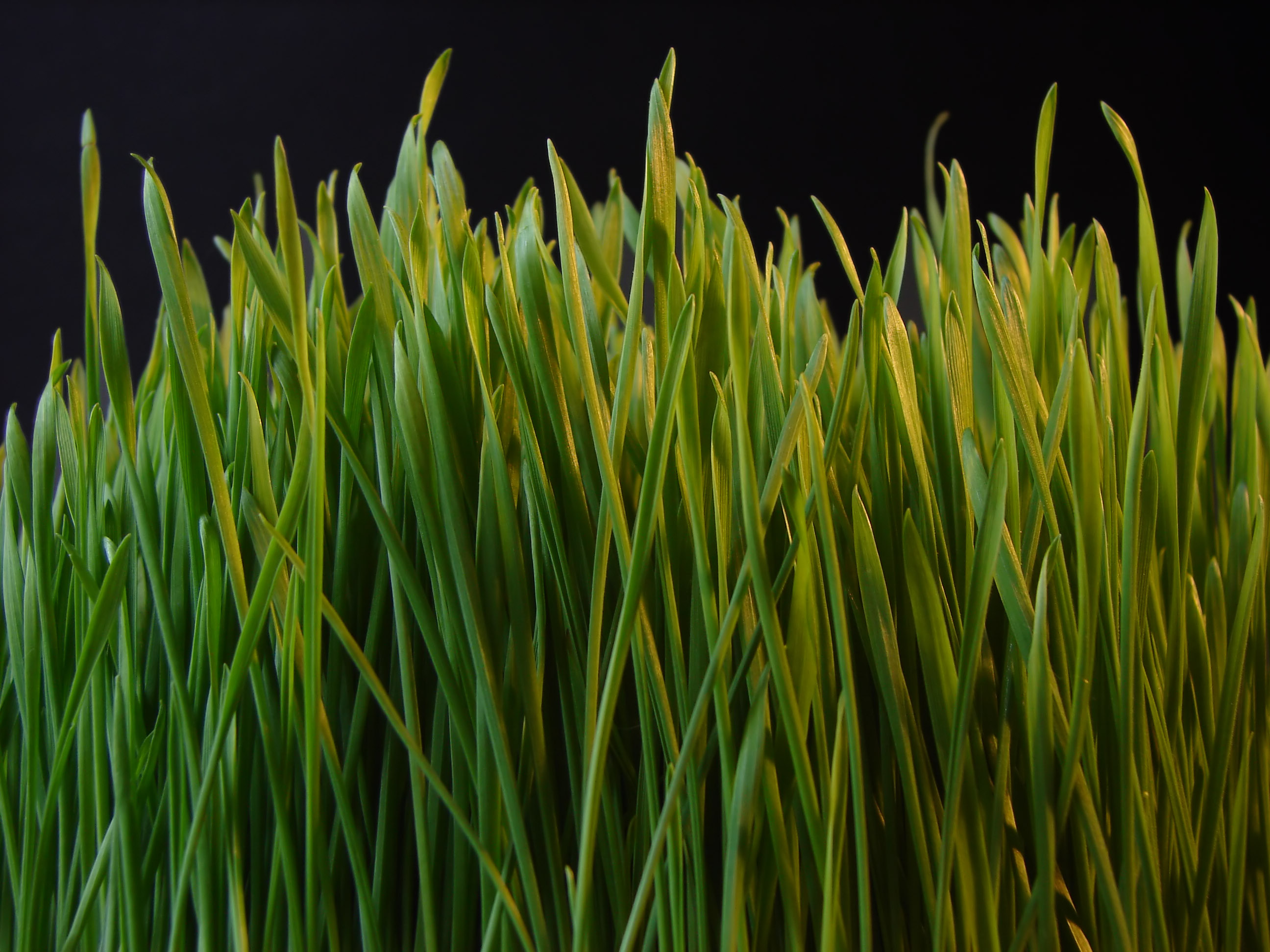
Le gazon est composé de nombreux brins d'herbe.

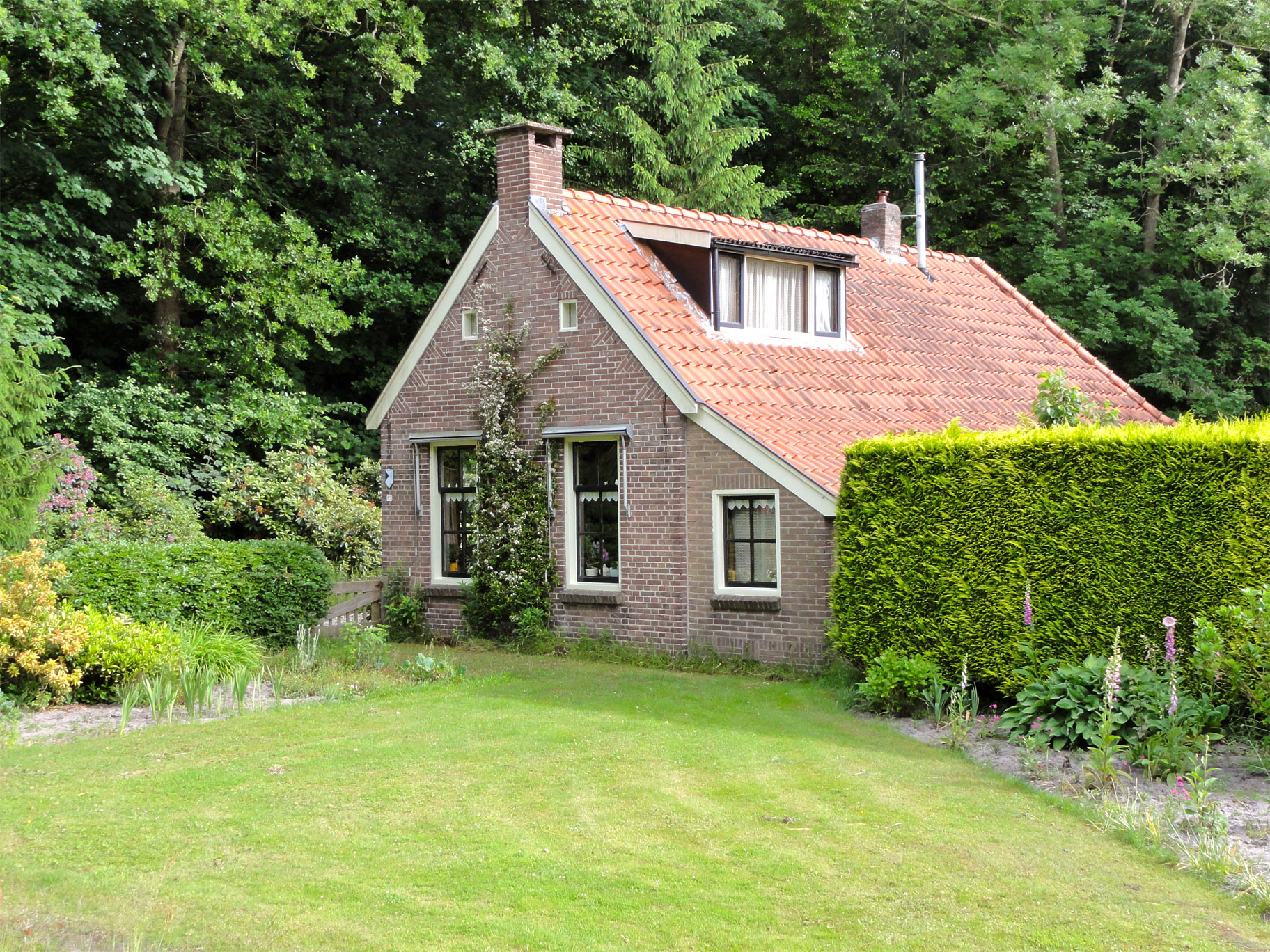
Gazon tondu dans un jardin aux Pays-Bas.

Le gazon, aussi appelé couramment pelouse, est une surface semée à  forte densité avec des semences  sélectionnées, essentiellement des variétés de graminées. Il est tondu régulièrement aux périodes de pousse et souvent arrosé et amendé pour le rendre et le maintenir plus dense.

## Biodiversité et environnement
Le mélange d'espèces et de variétés de graminées est sélectionné pour l'usage du gazon. La flore en est moins diversifiée que pour les pelouses ou les prairies naturelles. Lorsqu'elle est monospécifique, elle est alors pauvre en biodiversité végétale, mais aussi animale et fongique.
Les gazons peuvent présenter un intérêt environnemental (stockage de CO2, filtre pour l'air et pour l'eau, amortissement des bruits…) ou être le sujet d'apports polluants qui peuvent contaminer les eaux de drainage, lorsqu'elles sont traitées avec des désherbants sélectifs, ou certains produits de synthèse.
La surfréquentation des pelouses, notamment après des périodes de pluie peut les dégrader.

## Principales espèces de graminées utilisées
Les principales espèces de graminées utilisées pour les semis de pelouses de jardins ou de terrains de sport sont choisies en fonction de leur qualité ornementale selon les périodes de l'année, de leur résistance au piétinement, aux maladies du feuillage, à la sécheresse, de leur durée de vie et de l'entretien qu'elles nécessitent.
| Nom                                                | Esthétique | Résistance au piétinement | Résistance à la sécheresse | Fréquence des tontes |
| Ray-grass anglais                                  | ++         | +++                       | ++                         | ++                   |
| Pâturin des prés                                   | ++         | +++                       | ++                         | ++                   |
| Fétuque rouge traçante, 1/2 traçante ou gazonnante | +++        | +                         | +++                        | +                    |
| Fétuque élevée                                     | ++         | +++                       | ++                         | ++                   |

Ces différentes espèces ont été d'abord sélectionnées sur leur aptitude à faire des couverts denses et pérennes. Partant des qualités naturelles des espèces sauvages, les plantes ont été sélectionnées pour obtenir des variétés résistantes au piétinement, moins sensibles aux maladies du feuillage, former un couvert fin, dense ou poussant moins rapidement.
En France, la création dans le Catalogue officiel des espèces et variétés, d'une liste spécifique pour les gazons a permis de valoriser ces améliorations variétales. Pour des espèces telles que le ray-grass anglais et la fétuque élevée qui sont avant tout cultivées comme espèces fourragères et pour lesquelles on recherche la productivité, les variétés à usage gazon ont été améliorées pour la finesse du feuillage et la lenteur de pousse.
Un Label rouge a été mis au point en 1986 avec des variétés spécifiques pour gazon, comprenant trois catégories : ornement, détente et agrément, sport et jeux. Cette marque de qualité a constitué pour la première fois l'attribution d'un Label rouge à un produit non alimentaire. Ce Label rouge était géré par Progazon qui a été absorbé par l'Association française des professionnels des gazons qui a créé en 2020 un nouveau label de qualité : « Pelouse eco durable », très complet.
De nombreuses autres espèces sont utilisées dans les régions tempérées selon les usages telles que différents agrostides (stolonifère, ténue, de Castille), la fétuque ovine durette, le cynodon dactylon, le pâturin commun, la fléole bulbeuse, la crételle des prés, la canche cespiteuse, etc.

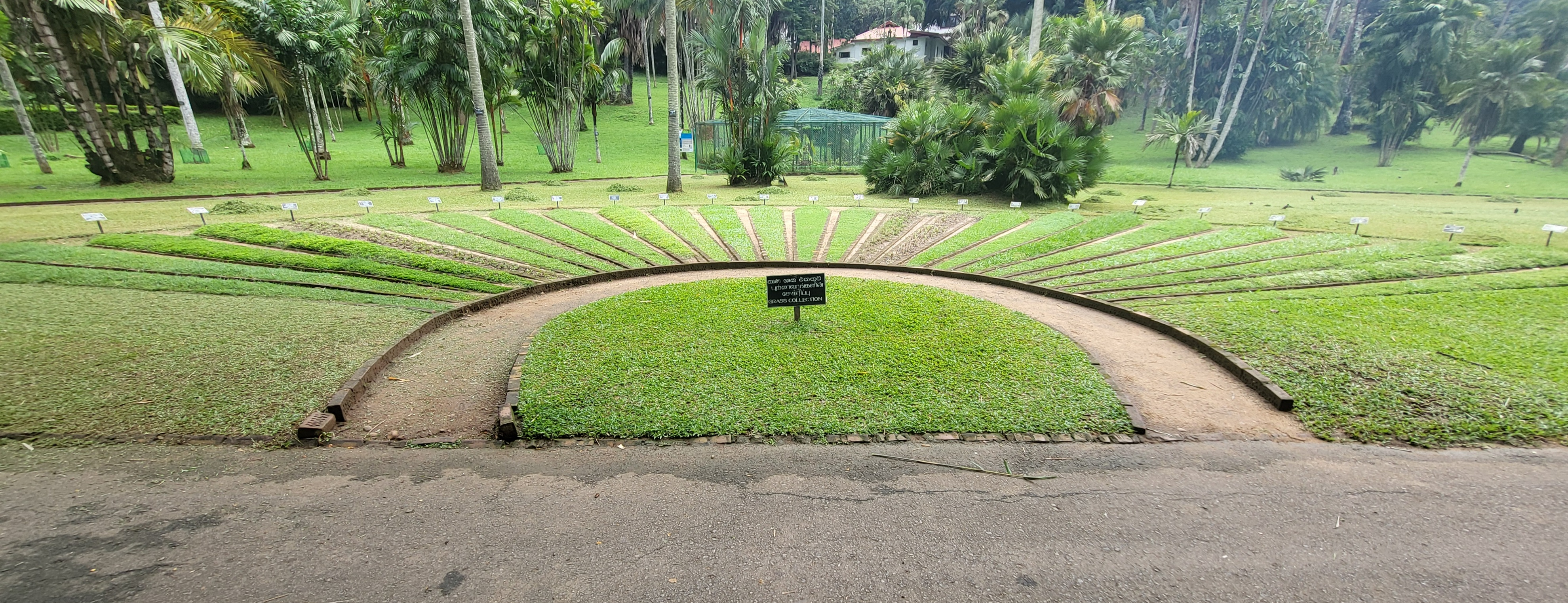
Collection d'espèces à gazon adaptée aux régions tropicales dans le Jardin botanique de Peradeniya au Sri Lanka

Du fait du réchauffement climatique, des espèces spécifiques aux régions tropicales viennent compléter la liste des espèces traditionnelles des régions tempérées comme le kikuyu (Pennisetum clandestinum), originaire d'Afrique centrale, Zoysia tenuifolia, Cynodon dactylon, Paspalum vaginatum, Dactylocténium australe, Stenotaphrum sp.. La plupart de ces espèces sont de type C4, c'est-à-dire qu'elles produisent quatre atomes de carbone lors de la photosynthèse contre trois pour les espèces C3 que l'on trouve sous les climats tempérés. Ces espèces en C4 peuvent dans une certaine mesure être utilisées dans le sud de la France pour leurs qualités de résistance à la chaleur et/ou à la sécheresse.

## Entretien

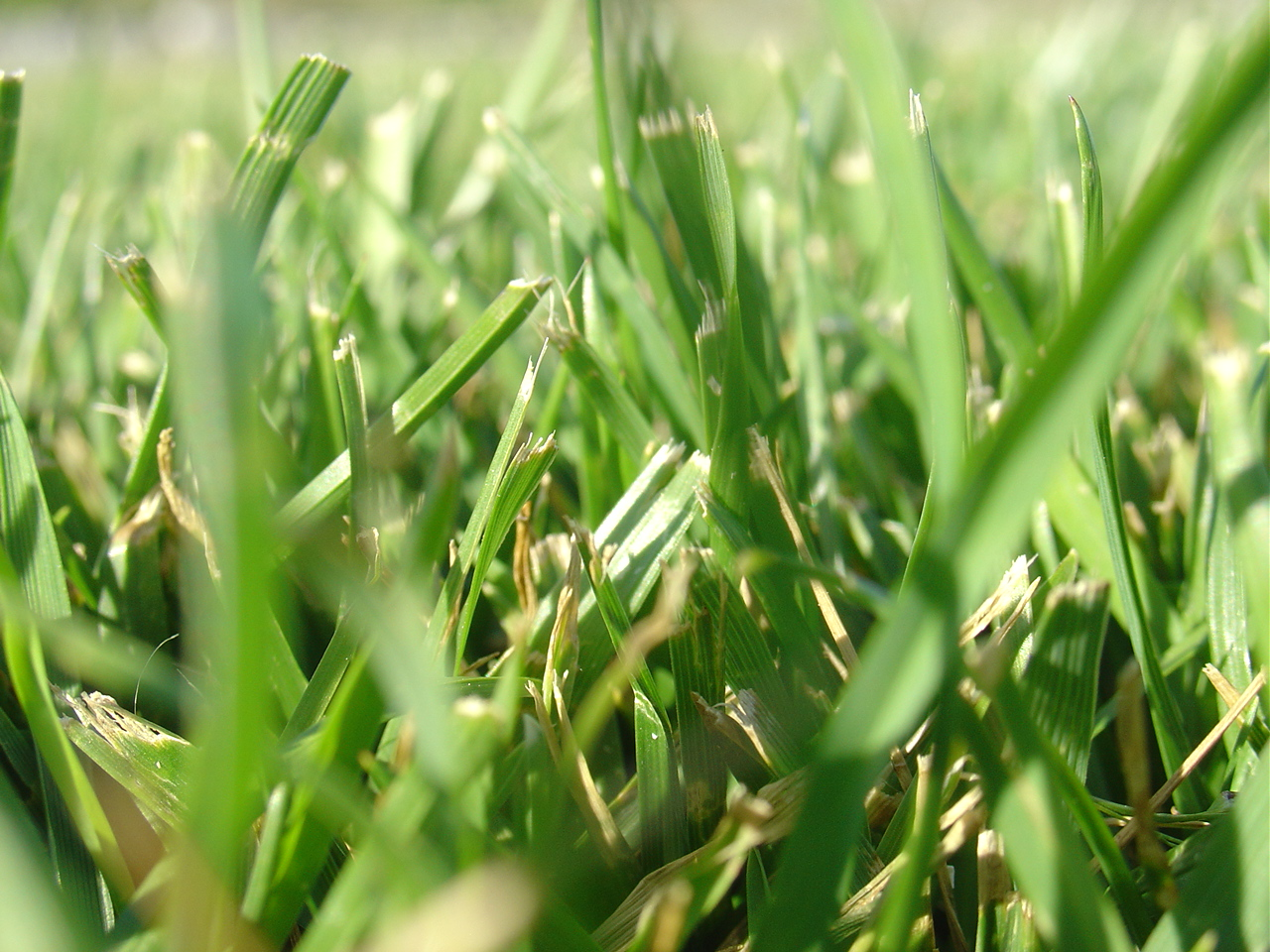
La tonte sélectionne les rares plantes résistant aux blessures répétées qu'elle induit. Mais l'élimination des produits de coupe finit par épuiser les sols pauvres, secs et fragiles.

Les périodes favorables pour semer le gazon sont le printemps, et la fin de l'été, quand l'humidité et la température du sol seront suffisantes. Dans certains cas, il peut être conseillé de passer le rouleau pour bien faire adhérer les graines sur le sol. On pourra ensuite passer le rouleau en entretien pour favoriser l'enracinement sauf en région où il neige en hiver car la neige a un poids suffisant pour compacter le sol.

### Arrosage
Dans les régions où la pluie ne suffit pas, le gazon nécessite quelques arrosages si l'on veut le maintenir bien vert, et impérativement la première année après le semis pour un bon enracinement. Une fois le gazon levé, il faut arroser abondamment (4 à 5 litres au m² en moyenne, de préférence de nuit).

### Tonte
Le fait que le gazon ait de courtes racines ne lui permet pas toujours d'aller puiser l'eau en profondeur. De plus, une grande partie de la réserve d'eau du gazon se trouve dans son brin, en surface. Une coupe de gazon courte sur une semence non adaptée peut entrainer un jaunissement du gazon par manque d'eau.
La coupe du gazon se fait à l'aide d'une tondeuse à gazon, mais son entretien peut nécessiter d'autres outils :
- le coupe-bordure ou la cisaille à gazon, pour peaufiner le travail de la tondeuse dans les endroits difficiles d'accès ou autour des plantations, ainsi que le long des murs,
- le râteau ou le balai à gazon, pour retirer les feuilles mortes par exemple,
- le scarificateur ou l'aérateur, pour aérer le sol et retirer le feutre formé au cours de la saison estivale.

La majorité de l'Europe pratique la tonte de type anglaise environ 3 cm de haut et l'Amérique avec la tonte américaine d'environ 8 cm. La différence tient principalement au type de cultivars utilisés.[réf. nécessaire].

### Traitements
L'usage de désherbants sélectifs permet d'éliminer pour un certain temps des végétaux jugés indésirables de la classe des dicotyledones tels que le trèfle, le pissenlit, la chicorée, l'oxalis, la lupuline, le lierre terrestre, les plantains, l'herbe à poux, l'herbe à puce et autres pâquerettes.
Les mousses peuvent être traitées par scarification ou aération du sol, puis ratissage avec un râteau fin, ou encore à l'aide d'un produit anti-mousse sous forme de granulés ou sous forme liquide.

## Principales maladies du gazon
Les maladies du gazon sont nombreuses et peuvent nuire à l'aspect ainsi qu'à la durée de vie des plantes. Il peut s'agir de diverses maladies cryptogamiques, de bactérioses ou de viroses. Les plus fréquentes sont les rouilles, mildious, helminthosporioses, fusarioses et le fil rouge.
Dans le cas des terrains de golf, où la qualité du tapis végétal est importante, les intendants de terrain sont confrontés aux fusarioses hivernales ou estivales, à la brûlure en plaques (Sclerotinia homeocarpa), et dans une moindre mesure aux pythiums, ronds de sorcières et anthracnoses. Les maladies les plus fréquentes sont aussi les plus traitées.
Le choix des espèces et variétés, lors de la composition des mélanges, permet de limiter leur propagation.
Certaines maladies et adventices actuellement rencontrées proviennent de régions chaudes, en raison des changements climatiques. Par exemple, les intendants de terrain doivent faire face à l’importante évolution dans l’extension géographique de Sclerotium rolfsii qui envahit le Sud-Ouest de la France avec une gravité inégalée[réf. nécessaire]

## Impact environnemental

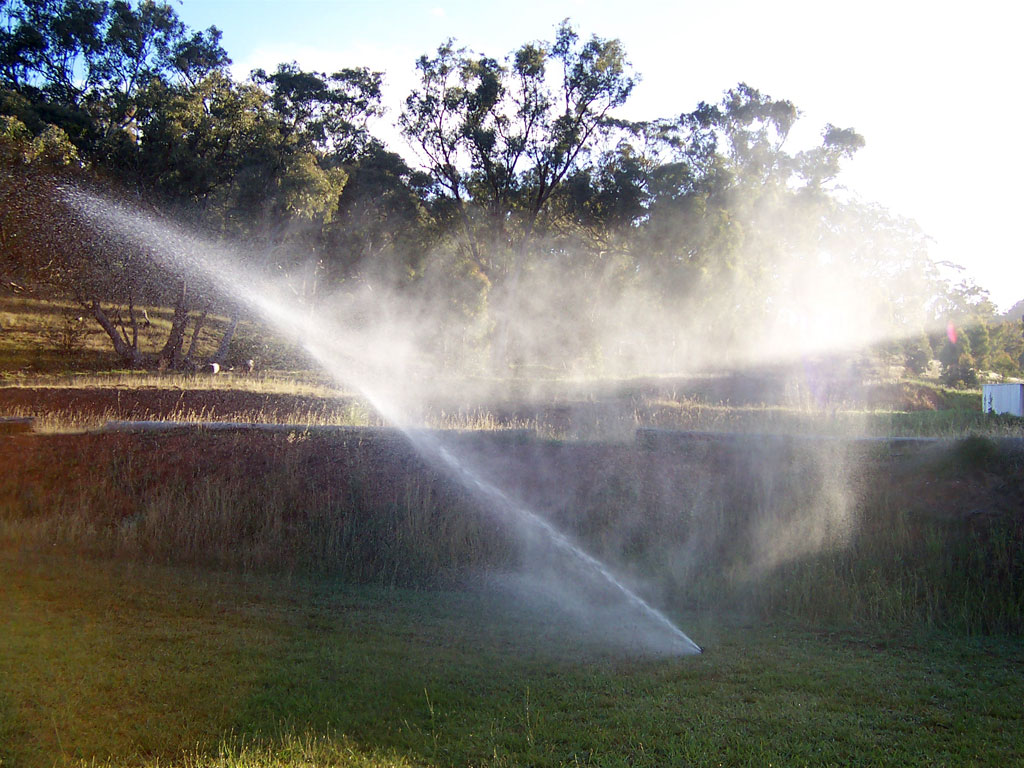
Le gazon « intensif » est parfois à l'origine d'un gaspillage important d'eau et d'une pollution par les engrais

Le gazon est préféré par les écologistes aux pelouses artificielles ou aux sols nus ou imperméabilisés, car il protège le sol et permet le cycle de l'eau. En plus, grâce à la photosynthèse il capte du CO2 et permet de réduire les impactes que les êtres humains ont sur l'environement. Mais il peut aussi générer divers impacts environnementaux négatifs.

### Impacts positifs
Par rapport à un espace labouré ou à un espace imperméabilisé et construit, dans les zones climatiques où elle est adaptée, la pelouse contribue significativement à la qualité de l'air de l'eau et des sols, de plusieurs façons :
- grâce à son évapotranspiration, elle a un pouvoir rafraichissant de l'air ;
- elle contribue à fixer certains aérosols et les poussières de l'air ;
- le feutre racinaire d'une pelouse dense constitue un excellent filtre pour l'eau et limite fortement les "fuites de nitrates" et d'autres polluants dans la nappe phréatique (des produits non biodégrables, tels que les métaux lourds peuvent toutefois finir par dangereusement s'accumuler dans la couche supérieure) du sol et dans l'herbe elle-même[13] ;
- dans une certaine mesure (cela ne fonctionne pas avec les désherbants totaux ou visant les graminées, quand les doses atteignent leur seuil d'efficacité), les bandes enherbées peuvent absorber des pesticides et en protéger les eaux superficielles et de nappe[14].
- la pelouse amortit les bruits (amortissement direct, et effet tampon du bruit ambiant assuré par le sol et la végétation) ;
- elle abrite une certaine biodiversité ;
- en captant du gaz carbonique et libérant de l'oxygène, les pelouses séquestrent autant de CO2 que les forêts pour la même surface ; selon une étude américaine, un gazon bien géré, dans de bonnes conditions est aussi un puits de carbone. Une pelouse de 230 m2 produit l'équivalent des besoins en oxygène d'une famille de 4 personnes .[réf. souhaitée]

- enfin, la sélection des plantes à gazon permet une gestion de plus en plus « écologique » des pelouses en diminuant le nombre de tontes, les quantités de déchets verts et les besoins d'entretien, grâce aux améliorations de la résistance aux maladies des différentes espèces de graminées à gazon.

### Impacts négatifs
- Le gazon peut être consommateur important d'eau d'arrosage.
- Sur les sols pauvres et sableux, des apports d'engrais importants, s'ils sont lessivées par les pluies et les arrosages, peuvent polluer la nappe phréatique et les cours d'eau superficiels.
- À l'échelle d'un pays comme les États-Unis où les surfaces engazonnées sont très étendues, une mauvaise gestion des tontes peut être à l'origine d'émissions non négligeables de méthane (cf. mauvais compostage). Si les tontes sont jetées avec les ordures ménagères, elles risquent de méthaniser dans une décharge ou d'être brûlées dans un incinérateur en gaspillant des carburants fossiles.
- Le gazon est à l'origine dans certains pays, aux États-Unis notamment, d'une pollution de l'eau et des sols par les pesticides.
- L'utilisation intensive d'une tondeuse thermique est source de bruit.

Selon les pratiques d'entretien, l'empreinte écologique des gazons peut donc être élevée.

## Gestion écologique et donc différenciée

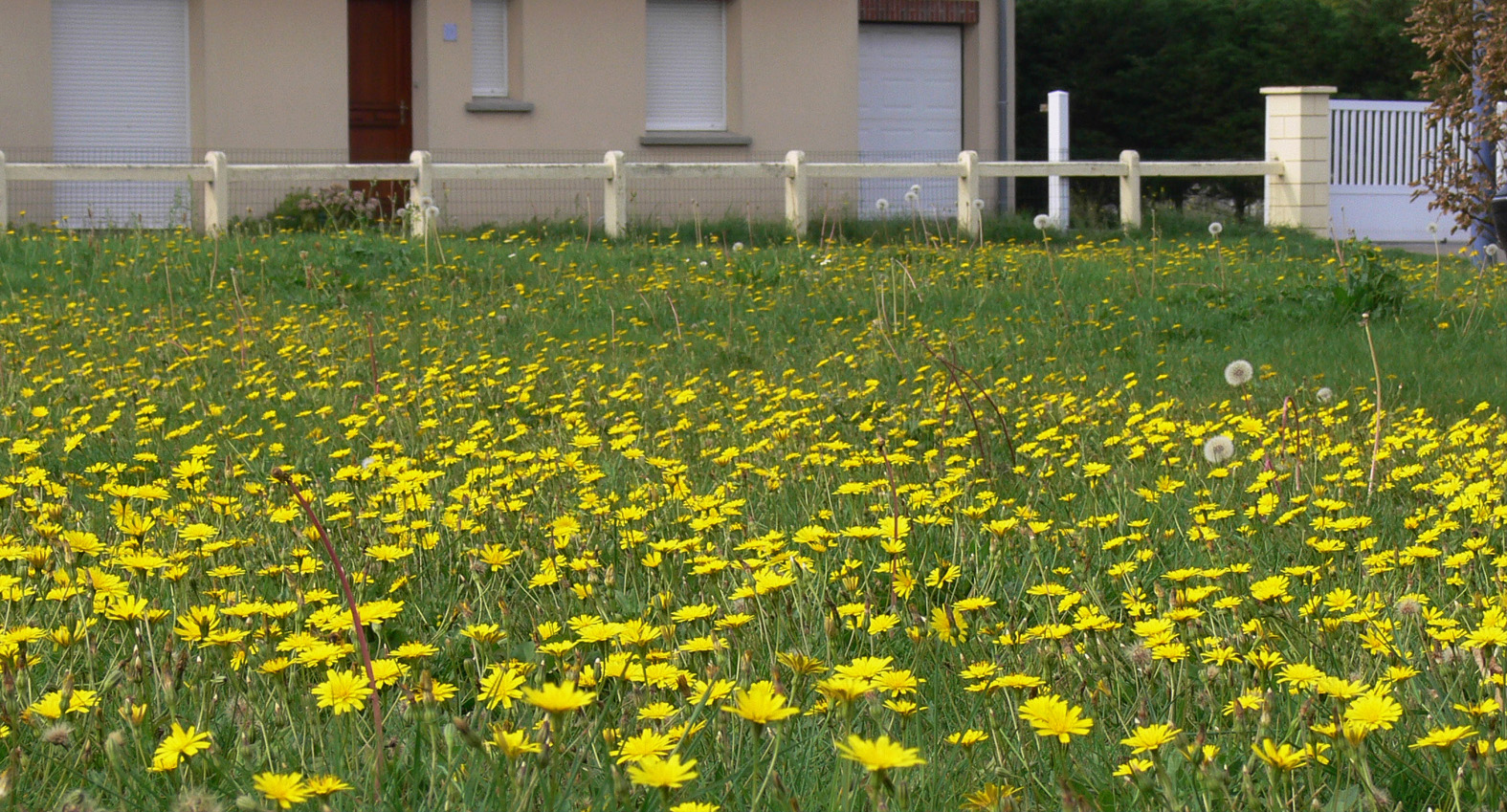
La flore spontanée peut être intégrée au gazon, ici sur du sable, à proximité de la mer (Hardelot-Plage, Pas-de-Calais, France) où survivent encore quelques hannetons

Cette forme de gestion propose une alternative au gazon anglais, qui nécessite une gestion coûteuse et intensive et produit un gazon homogène et pauvre en espèces et en biodiversité. Une gestion plus écologique impose une gestion dite différenciée, conservant des zones plus rarement tondues ou fauchées, éventuellement déplacées légèrement d'une année sur l'autre, pour accueillir une flore et une biodiversité animale plus élevée, et approcher les équilibres écologiques naturels en copiant pour partie les effets du broutage hétérogène par les herbivores dans la nature. La flore spontanée et autochtone y est conservée, tout en controlant les ligneux par la tonte ou la fauche.
Ralentir la tonte, c'est également soutenir la variété des espèces (et donc des formes de fleurs) qui permet d'attirer différents types de pollinisateurs. À cela s'ajoute une autre vertu : plus un milieu est diversifié, plus il est résilient. Si, par exemple, des pissenlits disparaissent lors d'un épisode de sécheresse, le maintien d'autres espèces permettra de continuer à soutenir les pollinisateurs.
Cette gestion permet une meilleure protection du sol, voire sa restauration, ainsi que la montée en graine sur une partie du gazon (favorable à l'adaptation du gazon à d'éventuels changements climatiques ou des conditions locales), et la conservation d'un plus grand nombre d'espèces d'herbacées qui permettent par exemple de mieux supporter les sécheresses ou périodes très humides. Les floraisons échelonnées dans le temps et dans l'espace offrent un aspect plus varié. Dans sa version poussée, le gazon évolue vers la prairie fleurie, tout en gardant si le propriétaire le souhaite un aspect de parfait gazon anglais dans les cheminements, qui peuvent alors n'être entretenu qu'au moyen d'une petite tondeuse mécanique à main. Le temps gagné à moins tondre peut être occupé à affiner la gestion en question. Il faut environ 5 ans pour passer d'un gazon homogène à un gazon diversifié évoluant vers une prairie fleurie. Les sols plus pauvres seront naturellement recolonisés par un plus grand nombre d'espèces, qui pousseront moins vite (demandant donc moins d'entretien), c'est pourquoi cette méthode promeut l'abandon de l'utilisation d'engrais (hors légumineuses tels que les trèfles) et l'exportation des produits de fauches, au moins pour une partie du terrain. Il n'est pas rare que des orchidées et d'autres plantes devenues localement rares ou ayant disparu depuis des décennies réapparaissent alors spontanément.
Ce type de gestion est souvent associé à l'architecture HQE.

## Autres types

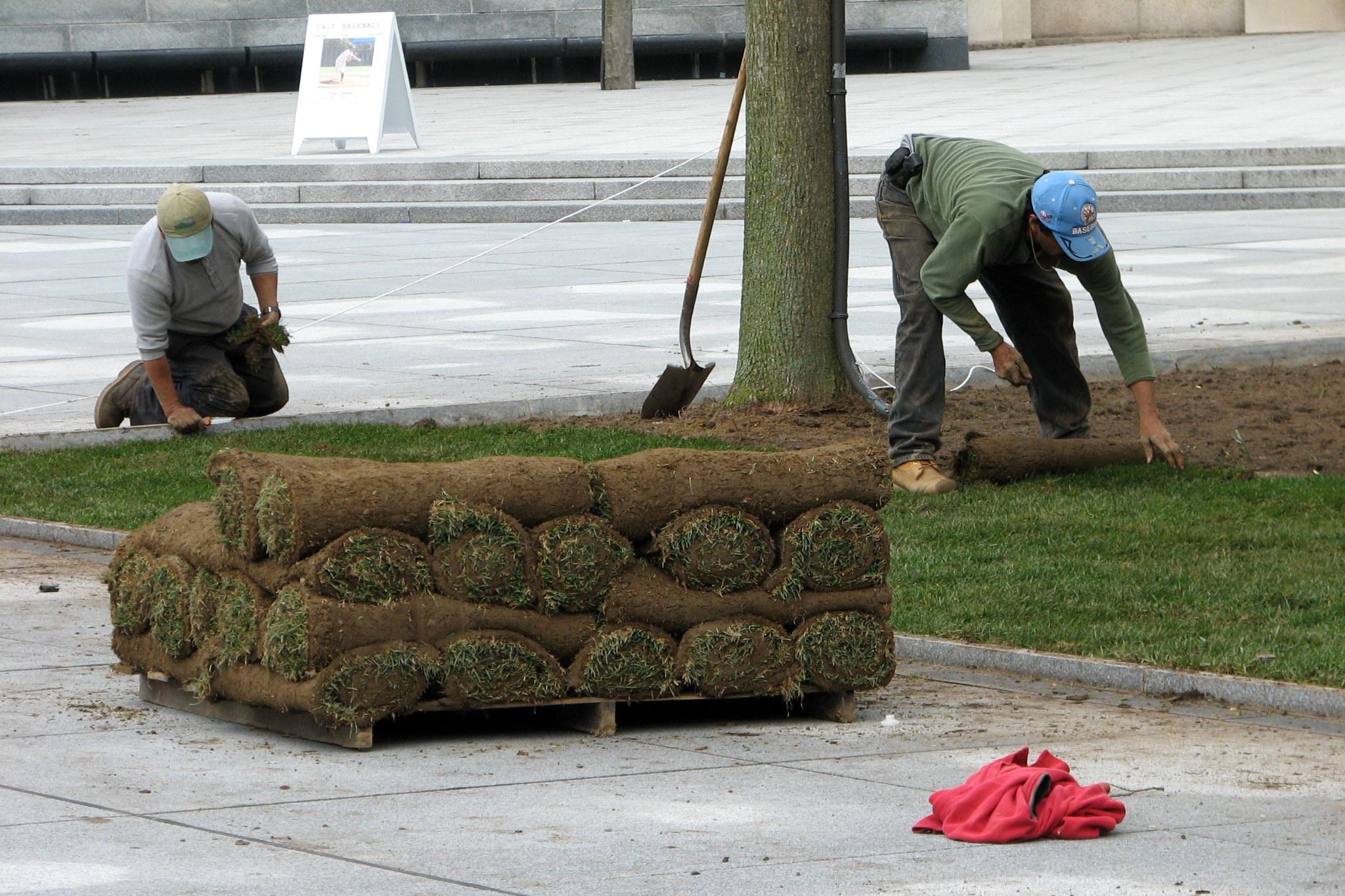
Pose de gazon pré-cultivé

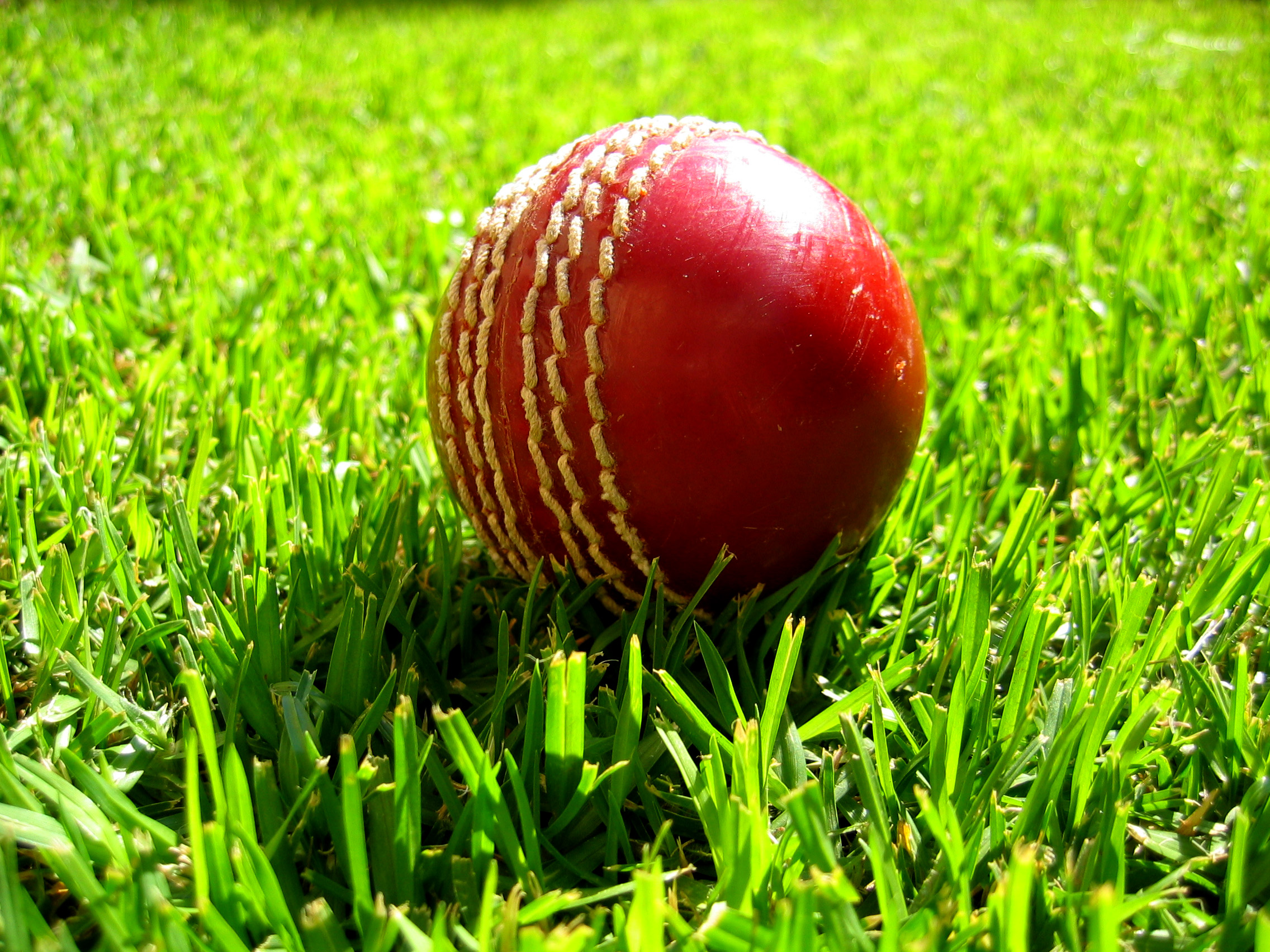
Des gazons techniques sont conçus pour certains sports (ici pour le cricket)

Il existe également des gazons fleuris contenant des espèces à feuilles plus larges (dicotylédones) comme les pâquerettes et certains trèfles.
Certains mélanges sont conçus pour demander moins d'entretien, moins de tontes, peu ou pas d'engrais et améliorer la biodiversité.
Il est aussi possible de remplacer son gazon par un mélange de plantes couvre-sol comme le thym rempant, Phyla nidiflora, ...), selon le contexte, de nombreux mélanges existent. La plupart ne nécessitent peu ou pas de tonte.
D'autres mélanges sont constitués pour végétaliser les bordures d'autoroutes, les pistes de ski, ou des voies de tramway en ville avec des espèces comme le zoysia tenuifolia sur la côte atlantique et méditerranéenne (faible consommateur d'eau et d'entretien).
Des pelouses sont conçues pour la pratique de sports comme le football, le rugby, le golf, le tennis, etc. Certaines font appel à des technologies sophistiquées d'arrosage, de drainage, d'aération, voire de chauffage hivernal (au fioul, gaz ou électrique, sous bâche ou par le sol) pour éviter le gel de l'herbe et permettre la pratique sportive hivernale. Le chauffage électrique de pelouse est rare car très coûteux en termes de fonctionnement. À titre d'exemple, le club de Sochaux (premier exemple en France) a enterré sous la pelouse semi-synthétique[réf. souhaitée] de son stade Auguste-Bonal environ 28 000 mètres de résistances chauffantes (en aluminium), qui entrent en fonction dès que la température extérieure descend sous 3 °C.
Il existe également du gazon synthétique, en matière plastique (comme le polypropylène), utilisé pour les terrains de sport.